# Tangará da Serra (microregio)
Tangará da Serra is een van de 22 microregio's van de Braziliaanse deelstaat Mato Grosso. Zij ligt in de mesoregio Sudoeste Mato-Grossense en grenst aan de mesoregio's Norte Mato-Grossense in het noordwesten en Centro-Sul Mato-Grossense in het noordoosten, oosten en zuidoosten en de microregio's Jauru in het zuiden en Alto Guaporé in het westen. De microregio heeft een oppervlakte van ca. 23.729 km². Midden 2004 werd het inwoneraantal geschat op 130.355.
Vijf gemeenten behoren tot deze microregio:
- Barra do Bugres
- Denise
- Nova Olímpia
- Porto Estrela
- Tangará da Serra

Mesoregio's: Centro-Sul Mato-Grossense · Nordeste Mato-Grossense · Norte Mato-Grossense · Sudeste Mato-Grossense · Sudoeste Mato-Grossense

Microregio's: Alta Floresta · Alto Araguaia · Alto Guaporé · Alto Pantanal · Alto Paraguai · Alto Teles Pires · Arinos · Aripuanã · Canarana · Colíder · Cuiabá · Jauru · Médio Araguaia · Norte Araguaia · Paranatinga · Parecis · Primavera do Leste · Rondonópolis · Rosário Oeste · Sinop · Tangará da Serra · Tesouro